# Menhiranlage von Mahlsdorf
Die Menhiranlage von Mahlsdorf ist eine nur in Resten erhaltene vorgeschichtliche Menhiranlage in Mahlsdorf, einem Ortsteil von Salzwedel im Altmarkkreis Salzwedel, Sachsen-Anhalt. Sie wurde erst in jüngerer Zeit als solche erkannt.

## Lage
Die Menhiranlage befindet sich direkt im Ort an der um 1220 errichteten Sebastiankirche. Sie besteht noch aus drei Steinen, von denen zwei vor der Kirchhofmauer stehen. Der dritte steht unmittelbar an der südöstlichen Ecke der Kirche.

## Beschreibung

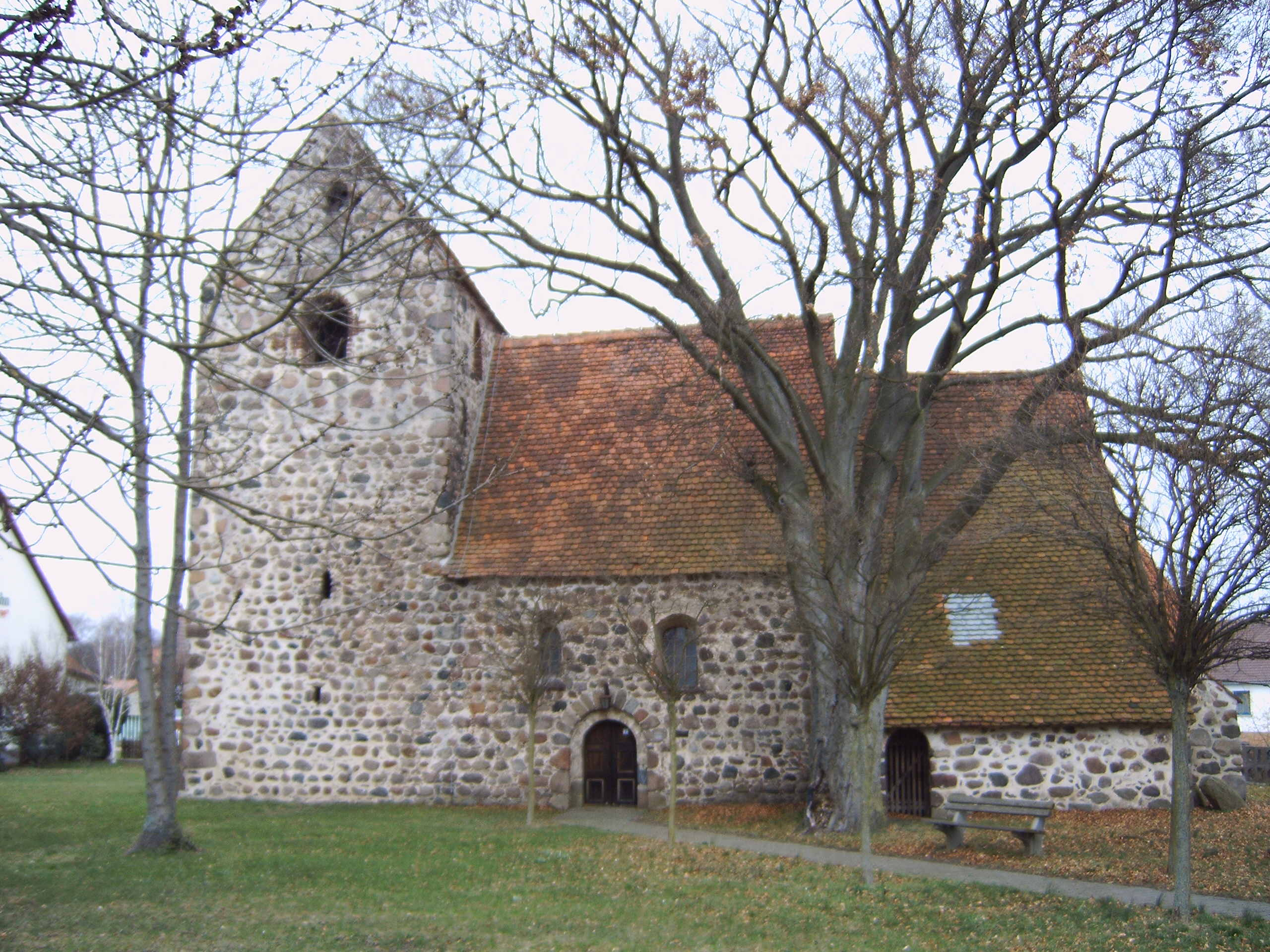
Die Kirche von Mahlsdorf mit Menhir 3 (ganz rechts)

Von der Anlage sind heute noch drei Steine erhalten. Der erste steht direkt vor der Südseite der Kirchhofmauer. Er ist plattenförmig und verjüngt sich nach oben. Er besteht aus schwarzgrauem Sedimentgestein und hat eine Höhe von 1,26 m, eine Breite von 0,85 m und eine Dicke von 0,45 m. Auf der Nordseite weist er eine Reihe sehr breiter und tiefer Schälchen auf.
Der zweite Stein steht 12 m östlich hiervon. Er lehnt an einem neuzeitlichen Steinpfeiler und ist teilweise einzementiert. Der Menhir ist kantig und hat einen rechteckigen Querschnitt. Er besteht aus rotem Granit und hat eine Höhe von 1,58 m, eine Breite von 0,72 m und eine Dicke von 0,40 m.
Der dritte Stein befindet sich 26 m nordwestlich von Menhir 2 direkt an der Außenseite der Kirche. Er ist blockförmig und stark geneigt. Er besteht aus rötlichem Sedimentgestein und hat eine Höhe von 1,25 m, eine Breite von 0,75 m und eine Dicke von 0,45 m.
Südöstlich der Kirche gab es noch einen vierten Stein, über dessen Zerstörung unterschiedliche Angaben vorliegen. So soll er entweder in den 1930er Jahren bei Straßenbauarbeiten oder in jüngerer Zeit beim Abriss eines Hauses zerstört worden sein. Nach einer dritten Version stand er noch bis etwa 1992, ohne dass hier Angaben zu seinem Verschwinden gemacht wurden. Der Stein stand etwa 8 m östlich von Menhir 2 und bildete mit diesem und Menhir 1 eine Reihe.
Eventuell geht der Ortsname Mahlsdorf auf die Menhiranlage (das alte „Mal“) zurück. Bemerkenswert ist auch, dass die Steine 1 und 3 ungefähr in einer Linie mit dem Altar der Kirche stehen.